# Most do Terabithii (film 2007)
Most do Terabithii (ang. Bridge to Terabithia) – amerykański film przygodowy z 2007 roku w reżyserii Gábora Csupó, na podstawie powieści Katherine Paterson pod tym samym tytułem.

## Streszczenie
Film nakręcony na podstawie powieści Katherine Paterson opowiada historię przyjaźni dwojga dzieci – Jessa i Leslie. Jesse Aarons to chłopiec z biednej rodziny, który ma dwie pasje – rysowanie i bieganie. Właśnie ta druga pasja skłania go do udziału w szkolnym wyścigu. Konkurs wygrywa jednak nowa i niezbyt lubiana uczennica – Leslie Burke. Pomimo przegranej Jesse zaprzyjaźnia się z Leslie, która postanawia odnaleźć dla nich miejsce z dala od problemów i dokuczających im w szkole dzieciaków. Odkrywają w lesie magiczną krainę, którą nazywają Terabithią. Są jej władcami, a dostają się do niej za pomocą liny przywiązanej do drzewa nad strumieniem. Odnawiają tam stary domek na drzewie i spędzają w nim każdą wolną chwilę. Czeka na nich wiele wspaniałych niespodzianek – polowania na gigantyczne i, jak się okazuje, miłe trolle, walki z potworami i ucieczki przed niebezpiecznymi włochatymi sępami, które są odzwierciedleniem ich szkolnych wrogów.

## Obsada
| Aktor                            | Rola            |
| -------------------------------- | --------------- |
| Josh Hutcherson                  | Jesse Aarons    |
| Anna Sophia Robb                 | Leslie Burke    |
| Lauren Clinton                   | Janice Avery    |
| Zooey Deschanel                  | Miss Edmunds    |
| Jen Wolfe                        | pani Myers      |
| Robert Patrick                   | Jack Aarons     |
| Katrina Cerio (jako Kate Butler) | Nancy Aarons    |
| Devon Wood                       | Brenda Aarons   |
| Emma Fenton                      | Ellie Aarons    |
| Bailee Madison                   | MayBelle Aarons |
| Grace Brannigan                  | Joyce Aarons    |
| Elliot Lawless                   | Gary Fulcher    |
| Cameron Wakefield                | Scott Hoager    |
| Latham Gaines                    | Bill Burke      |
| Judy McIntosh                    | Judy Burke      |
| Matt Gibbons                     | Dark Master     |

### Wersja polska
- Franciszek Boberek – Jess Aarons
- Joanna Kudelska – Leslie Burke
- Monika Błachnio – Maybelle Aarons
- Miłogost Reczek – Jack Aarons
- Anna Ułas – Mary Aarons
- Anna Sroka – Pani Edmunds
- Katarzyna Skolimowska – Pani Myers
- Wojciech Paszkowski – Bill Burke
- Anna Sztejner – Judy Burke
- Julia Hertmanowska – Brenda Aarons
- Agnieszka Matynia – Ellie Aarons
- Franciszek Rudziński – Scott Hoager
- Maciej Gontad – Gary
- Zuzanna Galia – Janice
- Julia Jędrzejewska – Madison
- Paweł Galia – Kenny
- Zuzanna Adamczyk – Carla
- Robert Tondera – Dyrektor Turner

## Postacie
- Leslie Burke – uczennica, przyjaciółka Jessa Aaronsa.
- Jesse "Jess" Aarons – uczeń pochodzący z biednego domu.
- Janice Avery – uczennica, która dokucza innym.
- Maybelle Aarons – młodsza siostra Jessa, ma sześć lat.
- Julia Edmunds – młoda nauczycielka muzyki w szkole Jessa i Leslie.
- Pan Aarons – zapracowany ojciec Jessa i jego sióstr.
- Bill i Judy Burkowie – rodzice Leslie, pisarze.
- Ellie i Brenda Aarons – starsze siostry Jessa.
- Pani Myers – nauczycielka w szkole Jessa i Leslie.